# Riama columbiana
Riama columbiana är en ödleart som beskrevs av  Andersson 1914. Riama columbiana ingår i släktet Riama och familjen Gymnophthalmidae. Inga underarter finns listade i Catalogue of Life.